# Sigmund Romberg

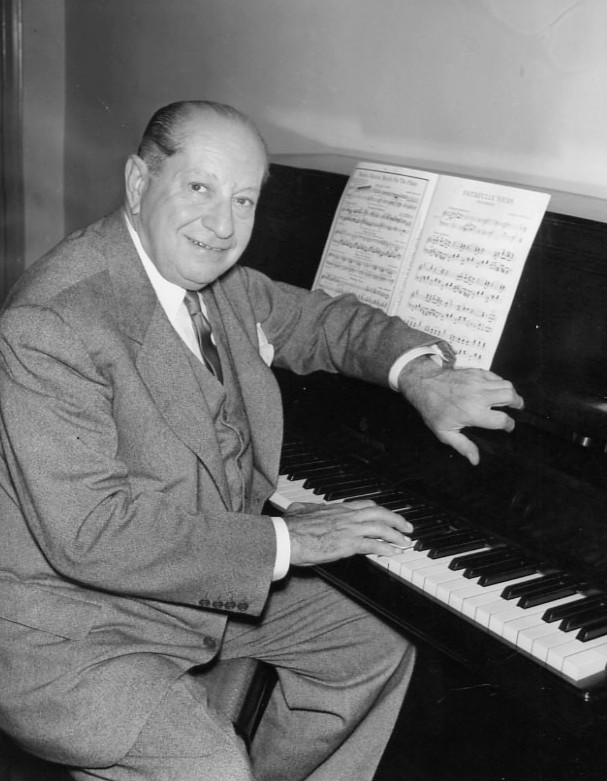
Sigmund Romberg 1949.

Sigmund Romberg var en operettkompositör, född 29 juli 1887 i Nagykanizsa i Ungern, död 9 november 1951 i New York.

## Biografi
Romberg reste till Wien för att studera till ingenjör, men tog samtidigt pianolektioner. 1909 reste han till USA och arbetade en kort tid i en pennfabrik. Han fick tidigt anställning som pianist på olika kaféer och snart hade han en egen orkester. Han började också komponera och även om han inte hade någon större framgång med sina tidigare alster blev han uppmärksammad och anställd 1914 av ett par bröder för att komponera sånger till deras shower. Samma år skrev han sin första operett.
Han arrangerade även musik av Franz Schubert för scenen 1921 och gjorde den vägen stor succé. Efter detta följde hans mest välkända operetter:  Studentprinsen (1924), Ökensången (1926) och Nymånen (1928). De är alla skrivna i liknande stil som Franz Lehárs wieneroperetter, och har blivit populära hos publiken. Hans senare verk är mera i den amerikanska musikal-stilen, men har inte blivit lika uppskattade.
Romberg arrangerade flera av sina operetter för filmen och han skrev även annan filmmusik. 1954 blev han själv ämnet för en film med titeln Deep in My Heart och i den spelade José Ferrer rollen som Romberg.